# Progress (album Take That)
Progress (pol. Postęp) – szósty album studyjny brytyjskiej grupy Take That, wydany 15 listopada 2010 nakładem Polydor. Album nagrano w oryginalnym składzie po powrocie do zespołu Robbiego Williamsa.
Autorzy tekstów: Gary Barlow, Howard Donald, Jason Orange, Mark Owen oraz Robbie Williams.

## Lista utworów
1. "The Flood"
2. "SOS "
3. "Wait"
4. "Kidz"
5. "Pretty Things"
6. "Happy Now"
7. "Underground Machine"
8. "What Do You Want From Me?"
9. "Affirmation"
10. "Eight Letters"